# Bombylius fallax
Bombylius fallax är en tvåvingeart som beskrevs av Austen 1937. Bombylius fallax ingår i släktet Bombylius och familjen svävflugor.
Artens utbredningsområde är Israel. Inga underarter finns listade i Catalogue of Life.